# Млотково
Млотково (пол. Młotkowo, нім. Kaisersdorf) — село в Польщі, у гміні Висока Пільського повіту Великопольського воєводства.
Населення — 276 осіб (2011).
У 1975-1998 роках село належало до Пільського воєводства.

## Демографія
Демографічна структура станом на 31 березня 2011 року:
|          | Загалом | Допрацездатний вік | Працездатний вік | Постпрацездатний вік |
| -------- | ------- | ------------------ | ---------------- | -------------------- |
| Чоловіки | 154     | 43                 | 102              | 9                    |
| Жінки    | 122     | 23                 | 69               | 30                   |
| Разом    | 276     | 66                 | 171              | 39                   |